# إينيسفيل
مدينة إينيسفيل بالإنجليزية (Innisfail): هي مدينة تقع في أقصى شمال كوينزلاند بأستراليا, على نقطة التقاء نهر جونستون الشمالي وجونستون الجنوبي وتبعد 5 كم عن الساحل، والتي حتى عام 1910 كان تعرف باسم جيرالدتون Geraldton,كان أول قدوم الأوروبيين إليها عام 1872, تعتبر بلدة رئيسية في ساحل كاسووري Cassowary وهي تقع على ارتفاع 10 متر عن مستوى سطح البحر, تشتهر بزراعة الموز وصناعة السكر, فضلاً عن أنها تشتهر بكونها الأكثر مطراً في أستراليا، اكتسسبت اهتماماً عالمياً في عام 2006 عندما تعرضت لإعصار لاري المداري تسبب في أضرار واسعة النطاق، بلغ عدد سكانها عام 2007 حوالي 8262 نسمة.

## المناخ
يظهر الجدول التالي التغييرات المناخية على مدار السنة لإينيسفيل:
| البيانات المناخية لـإينيسفيل                                                          | البيانات المناخية لـإينيسفيل | البيانات المناخية لـإينيسفيل | البيانات المناخية لـإينيسفيل | البيانات المناخية لـإينيسفيل | البيانات المناخية لـإينيسفيل | البيانات المناخية لـإينيسفيل | البيانات المناخية لـإينيسفيل | البيانات المناخية لـإينيسفيل | البيانات المناخية لـإينيسفيل | البيانات المناخية لـإينيسفيل | البيانات المناخية لـإينيسفيل | البيانات المناخية لـإينيسفيل | البيانات المناخية لـإينيسفيل |
| الشهر                                                                                 | يناير                        | فبراير                       | مارس                         | أبريل                        | مايو                         | يونيو                        | يوليو                        | أغسطس                        | سبتمبر                       | أكتوبر                       | نوفمبر                       | ديسمبر                       | المعدل السنوي                |
| ------------------------------------------------------------------------------------- | ---------------------------- | ---------------------------- | ---------------------------- | ---------------------------- | ---------------------------- | ---------------------------- | ---------------------------- | ---------------------------- | ---------------------------- | ---------------------------- | ---------------------------- | ---------------------------- | ---------------------------- |
| الدرجة القصوى °م (°ف)                                                                 | 40.1 (104.2)                 | 40.8 (105.4)                 | 37.8 (100.0)                 | 34.2 (93.6)                  | 31.2 (88.2)                  | 29.5 (85.1)                  | 30.0 (86.0)                  | 30.4 (86.7)                  | 32.2 (90.0)                  | 35.6 (96.1)                  | 41.0 (105.8)                 | 40.3 (104.5)                 | 41.0 (105.8)                 |
| متوسط درجة الحرارة الكبرى °م (°ف)                                                     | 30.8 (87.4)                  | 30.6 (87.1)                  | 29.8 (85.6)                  | 28.3 (82.9)                  | 26.4 (79.5)                  | 24.5 (76.1)                  | 24.1 (75.4)                  | 25.1 (77.2)                  | 26.7 (80.1)                  | 28.4 (83.1)                  | 29.7 (85.5)                  | 30.8 (87.4)                  | 28.0 (82.4)                  |
| المتوسط اليومي °م (°ف)                                                                | 26.8 (80.2)                  | 26.8 (80.2)                  | 26.0 (78.8)                  | 24.4 (75.9)                  | 22.4 (72.3)                  | 22.5 (72.5)                  | 19.7 (67.5)                  | 20.3 (68.5)                  | 21.8 (71.2)                  | 23.7 (74.7)                  | 25.3 (77.5)                  | 26.4 (79.5)                  | 23.6 (74.5)                  |
| متوسط درجة الحرارة الصغرى °م (°ف)                                                     | 22.8 (73.0)                  | 22.9 (73.2)                  | 22.1 (71.8)                  | 20.5 (68.9)                  | 18.3 (64.9)                  | 16.2 (61.2)                  | 15.2 (59.4)                  | 15.4 (59.7)                  | 16.9 (62.4)                  | 19.0 (66.2)                  | 20.8 (69.4)                  | 22.0 (71.6)                  | 19.4 (66.9)                  |
| أدنى درجة حرارة °م (°ف)                                                               | 17.2 (63.0)                  | 18.0 (64.4)                  | 17.2 (63.0)                  | 10.5 (50.9)                  | 9.4 (48.9)                   | 6.5 (43.7)                   | 6.2 (43.2)                   | 8.2 (46.8)                   | 10.1 (50.2)                  | 12.2 (54.0)                  | 16.0 (60.8)                  | 17.2 (63.0)                  | 6.2 (43.2)                   |
| معدل هطول الأمطار مم (إنش)                                                            | 512.4 (20.17)                | 586.0 (23.07)                | 663.9 (26.14)                | 451.9 (17.79)                | 301.0 (11.85)                | 188.4 (7.42)                 | 137.3 (5.41)                 | 115.2 (4.54)                 | 85.9 (3.38)                  | 88.9 (3.50)                  | 157.2 (6.19)                 | 264.9 (10.43)                | 3٬552٫4 (139.86)             |
| متوسط الأيام الممطرة (≥ 0.2 mm)                                                       | 17.0                         | 17.2                         | 19.9                         | 19.1                         | 17.1                         | 13.4                         | 12.4                         | 10.6                         | 8.9                          | 8.3                          | 10.4                         | 12.6                         | 166.9                        |
| Average afternoon رطوبة نسبية (%)                                                     | 72                           | 74                           | 73                           | 73                           | 72                           | 70                           | 69                           | 66                           | 65                           | 65                           | 67                           | 69                           | 70                           |
| ساعات سطوع الشمس الشهرية                                                              | 201.5                        | 155.4                        | 170.5                        | 165.0                        | 142.6                        | 165.0                        | 173.6                        | 198.4                        | 222.0                        | 254.2                        | 240.0                        | 229.4                        | 2٬317٫6                      |
| المصدر #1: Bureau of Meteorology                                                      |                              |                              |                              |                              |                              |                              |                              |                              |                              |                              |                              |                              |                              |
| المصدر #2: Sunshine statistics sourced from South Johnstone Exp Station (9.7 km away) |                              |                              |                              |                              |                              |                              |                              |                              |                              |                              |                              |                              |                              |

## أعلام
- بريت أندرسون
- جون أبوت
- نورمان ستيفنز
- تاي وليامز
- كاندي ديفين